# El Torito
El Torito ist eine Spezifikation, die angibt, wie CD-ROMs formatiert sein sollen, damit Computer, die dafür durch ein entsprechendes BIOS eingerichtet sind, direkt von CD-ROM starten können, ohne dass die vorherige Installation eines Betriebssystems auf dem Festplattenlaufwerk erforderlich ist.
Die Spezifikation wurde Januar 1995 von Phoenix Technologies und IBM herausgegeben und ist heute weitgehend akzeptiert. Sie ermöglicht das Booten auf drei verschiedene Arten:
- Booten einer Bit-für-Bit-Kopie einer Festplatte
- Booten einer Bit-für-Bit-Kopie einer Diskette
- Booten eines Programmcodes

Beim Start der Festplattenkopie bezeichnet ein PC-kompatibles DOS- oder Windows-kompatibles Betriebssystem das Laufwerk mit der CD-ROM als C:, alle weiteren Festplatten beginnen bei D:. Die robustere Variante ist der Start von einem Disketten-Abbild (auf der CD). In diesem Fall wird die CD-ROM mit A: von einem MS-DOS- oder Windows-kompatiblen Betriebssystem bezeichnet. Das ursprüngliche Disketten-Laufwerk A: kann dann mit B: angesprochen werden.
Der Programmcode dagegen wird beim Starten direkt in den Speicher geladen und dort ausgeführt. Diese Option wird gern von Bootloadern verwendet.